# Camí vell de Travet
El camí vell de Travet és un antic camí de bast que discorre pel terme municipal de Conca de Dalt (a l'antic terme d'Aramunt), al Pallars Jussà, en terres del poble vell d'Aramunt.
Arrenca de l'extrem de llevant d'Aramunt Vell, al costat sud-est de la Torre dels Moros, des d'on davalla cap a llevant. Baixa a travessar el barranc dels Rius i, tot i que està en alguns trams molt perdut, arriba a la partida de Travet.